# JOY RIDE THE COMPILATION Vol.1
『JOY RIDE THE COMPILATION Vol.1』 は、コンピレーション・アルバムである。ドリーミュージックから2005年9月7日に発売された。

## 収録曲
1. OPENING [1:50][1]
  - プロデューサー：DJ MINOYAMA
  - 演奏：DJ MINOYAMA
2. 元町ブロックパーティー [3:59][1]
  - 作詞：Miss Monday・K.J. (KOHEI JAPAN)
  - 作曲：Spaceboy Boogie X・ U.M.E.D.Y.
  - プロデューサー：Spaceboy Boogie X
  - 歌：Miss Monday＋KOHEI JAPAN
3. 意気揚々 〜BIGGATON MIX〜 [4:30][1]
  - 作詞：BIGGA RAIJI
  - 作曲：HIEDA
  - プロデューサー：DJ ETSU・U.M.E.D.Y.
  - 歌：BIGGA RAIJI
4. ミラーミラー [3:15][1]
  - 作詞：TSUBOI
  - 作曲・プロデューサー：DJ TATSUTA
  - 歌：DJ TATSUTA feat. TSUBOI(アルファ)、CUEZERO
5. What's Your Name [4:08][1]
  - 作詞：CUZSICK 、 KUTTS
  - 作曲・プロデューサー：DJ KOHNO
  - 歌：DJ KOHNO(ケツメイシ) feat. カズシック&KUTTS
6. テキーラタイムのテーマ [0:39][1]
  - プロデューサー：DJ ETSU・U.M.E.D.Y.
  - 演奏：DJ ETSU
7. さーどっち? [5:06][1]
  - 作詞：大蔵・CHANNEL
  - 作曲・プロデューサー：DJ TATSUTA
  - 歌：DJ TATSUTA feat. 太蔵(ケツメイシ)、CHANNEL
8. ING [4:20][1]
  - 作詞：KIT・FORK・玉露
  - 作曲・プロデューサー：DJ KOHNO
  - 歌：DJ KOHNO(ケツメイシ) feat. ICE BAHN
9. BIG FRIDAY [5:13][1]
  - 作詞：TAKA・ miyabi・GEN da MIC
  - 作曲・プロデューサー：DJ ETSU・U.M.E.D.Y.
  - 歌：DJ ETSU feat. TAKA・BROTHER HOOD
10. W DJ [1:31][1]
  - プロデューサー：DJ KOHNO
  - 演奏：DJ KOHNO(ケツメイシ)、DJ ISO
11. ろくでなしCRUISE [3:28][1]
  - 作詞：ファンキー加藤・モン吉
  - 作曲・プロデューサー：DJ TATSUTA
  - 歌：DJ TATSUTA feat. FUNKY MONKEY BABYS
12. お客様が神様です [4:59][1]
  - 作詞：GAKU-MC・ナイス橋本・WADA・RYO
  - 作曲・プロデューサー：DJ KOHNO
  - 歌：DJ KOHNO(ケツメイシ) feat. GAKU-MC、ナイス橋本、WADA(アルファ)、RYO(ケツメイシ)
13. Precious Moments [3:00][1]
  - 作詞・歌：JAMOSA
  - 作曲：JAMOSA ・正萬
  - プロデューサー：正萬
14. 閉店時間 〜OUTRO〜 [1:24][1]
  - プロデューサー：DJ ETSU・U.M.E.D.Y.
  - 演奏：DJ ETSU feat. SPACEBOYBOOGLEX